# Uba Kembo Kembo
Kembo Kembo (Congo Belga, 27 de dezembro de 1947 – Kinshasa, 26 de março de 2007) foi um jogador da seleção de futebol do Zaire (atual República Democrática do Congo) em 1974, na primeira e única vez em que Zaire se classificou para uma Copa do Mundo FIFA.